# Hyperolius picturatus
Hyperolius picturatus är en groddjursart som beskrevs av Peters 1875. Hyperolius picturatus ingår i släktet Hyperolius och familjen gräsgrodor. IUCN kategoriserar arten globalt som livskraftig. Inga underarter finns listade i Catalogue of Life.